# Prokurator Generalny Czech
Prokurator Generalny Czech (cz. Nejvyšší státní zastupitelství, NSZ) – naczelny organ prokuratury w Republice Czeskiej. Siedziba Prokuratora Generalnego znajduje się w Brnie. Obecnie Prokuratorem Generalnym Czech jest Igor Stříž.

## Kompetencje
Kompetencje Prokuratury Generalnej pokrywają się z kompetencjami Sądu Najwyższego. Prokuratura Generalna kontroluje działalność prokuratorów, a także zajmuje się skargami o naruszenie prawa w czasie procesów karnych. Ponadto Prokurator wydaje zalecenia na temat tego, w jaki sposób prokuratorzy mają postępować w praktyce w czasie spraw karnych. Prokurator Generalny wydaje opinie, w których interpretuje prawo i legalne zarządzenia, które są publikowane w Zbiorze Orzeczeń i Opinii Sądowych, w następujących przypadkach: 
- kiedy prawo wymaga ujednolicenia
- kiedy sądy niższych instancji wydają sprzeczne wyroki lub odwołują się do różnych orzeczeń Sądu Najwyższego
- spornych kwestii pomiędzy orzeczeniami różnych instytucji
- postępowania w sprawie uznawania i wykonalności zagranicznych orzeczeń sądowych na terytorium państwa, jeśli specjalny dokument lub traktat tego wymaga[1].

Prokuratura odgrywa ważną rolę w zapewnieniu międzynarodowej współpracy sądowej w sprawach karnych i stanowi tło do wykonywania określonych uprawnień Prokuratora Generalnego, jakimi są:
- zlecanie kontroli nad zakończonymi procesami
- zniesienie bezprawnego orzeczenia o zawieszeniu postępowania karnego
- powołanie specjalnej delegacji w przypadku odwołania do Sądu Najwyższego
- podejmowanie kroków w celu ochrony publicznych interesów
- zgłaszanie propozycji o zaprzeczeniu ojcostwa[1]

Prokurator Generalny jest reprezentowany w Europejskiej Jednostce Współpracy Sądowej i jest członkiem Sieci Prokuratorów Generalnych i Ekwiwalentnych Instytucji przy Sądach Najwyższych Państw Członkowskich Unii Europejskiej.

## Lista Prokuratorów Generalnych[2]
| Prokurator Generalny | Okres sprawowania urzędu |
| -------------------- | ------------------------ |
| Bohumíra Kopečná     | 1994 – 1997              |
| Vít Veselý           | 1997 – 1999              |
| Marie Benešová       | 1999 – 2005              |
| Renata Vesecká       | 2005 – 2010              |
| Pavel Zeman          | 2011 – 2021              |
| Igor Stříž           | 2021 – 2025              |
| Lenka Bradáčová      | 2025 –                   |